# Giro dell'Emilia 2004
Il Giro dell'Emilia 2004, ottantasettesima edizione della corsa, si svolse il 25 settembre 2004 su un percorso di 196,6 km. La vittoria fu appannaggio dell'italiano Ivan Basso, che completò il percorso in 4h56'45", precedendo i connazionali Francesco Casagrande e Rinaldo Nocentini.
Sul traguardo di San Luca 37 ciclisti, su 171 partiti da Cento, portarono a termine la competizione.

## Ordine d'arrivo (Top 10)
| Pos. | Corridore            | Squadra              | Tempo    |
| ---- | -------------------- | -------------------- | -------- |
| 1    | Ivan Basso           | Team CSC             | 4h56'45" |
| 2    | Francesco Casagrande | Lampre               | s.t.     |
| 3    | Rinaldo Nocentini    | Acqua & Sapone       | a 18"    |
| 4    | Leonardo Bertagnolli | Saeco                | a 27"    |
| 5    | Jan Ullrich          | T-Mobile Team        | a 35"    |
| 6    | Franco Pellizotti    | Alessio-Bianchi      | a 46"    |
| 7    | Dario Frigo          | Fassa Bortolo        | a 1'16"  |
| 8    | Marcel Strauss       | Gerolsteiner         | a 1'26"  |
| 9    | Luca Mazzanti        | Cer. Panaria         | s.t.     |
| 10   | Igor Pugaci          | Domina Vac.-De Nardi | s.t.     |